# Джейсон Кеффі
Джейсон Андре Кеффі (англ. Jason Andre Caffey, нар. 12 червня 1973, Мобіл, Алабама, США) — американський професіональний баскетболіст, що грав на позиції важкого форварда за декілька команд НБА. Дворазовий чемпіон НБА.

## Ігрова кар'єра
Починав грати в баскетбол у команді старшої школи Девідсона (Мобіл, Алабама). На університетському рівні грав за команду Алабама (1991–1995). 
1995 року був обраний у першому раунді драфту НБА під загальним 20-м номером командою «Чикаго Буллз». Захищав кольори команди з Чикаго протягом наступних 3 сезонів. У її складі двічі ставав чемпіоном НБА.
З 1998 по 2000 рік також грав у складі «Голден-Стейт Ворріорс». Сезон 1999-2000 виявився найрезультативнішим у його кар'єрі, коли він набирав у середньому 12 очок та 6,8 підбирання за гру.
Останньою ж командою в кар'єрі гравця стала «Мілвокі Бакс», до складу якої він приєднався 2000 року і за яку відіграв 3 сезони.